# La Moraleja
La Moraleja es una urbanización residencial de lujo situada en el municipio de Alcobendas, en la zona norte del área metropolitana de Madrid. Linda con otras urbanizaciones como El Soto de la Moraleja y El Encinar de los Reyes. La Moraleja es una de las urbanizaciones con mayor renta per cápita de toda España, y junto a la urbanización de Somosaguas (Pozuelo de Alarcón), lugar de concentración de la nobleza española y las élites socioeconómicas tradicionales en Madrid.

## Situación y transporte

### Por carretera
Está situada al sur de Alcobendas, en la salida 12 de la A-1/E-5 en sentido Burgos. El acceso se realiza a la altura del kilómetro 12,300 por la vía de servicio tras la entrada del Encinar de los Reyes. Accesible también por la entrada a través de El Soto de la Moraleja.

### Autobús
Prestan servicio las siguientes líneas urbanas e interurbanas:
| Línea | Recorrido                                                         | Operador       |
| ----- | ----------------------------------------------------------------- | -------------- |
| 1     | Arroyo de la Vega - Soto de la Moraleja - La Moraleja             | Empresa Montes |
| 2     | Alcobendas - La Moraleja                                          | Empresa Montes |
| 3     | Arroyo de la Vega - Soto de la Moraleja - El Encinar de los Reyes | Empresa Montes |
| 5     | San Sebastián de los Reyes - Alcobendas - El Soto de La Moraleja  | Interbus       |
| 155   | Madrid (Plaza de Castilla) - El Soto de la Moraleja               | Interbus       |
| 155B  | Madrid (Plaza de Castilla) - El Encinar de los Reyes              | Interbus       |

### Metro
La estación de Metro lleva el nombre de La Moraleja, y se encuentra en Arroyo de la Vega colindando con El Soto de la Moraleja.

## Historia
Los inicios de La Moraleja se remontan a principios del siglo XVIII. Formaba parte, entonces, de los aledaños de El Pardo, de patrimonio real. Carlos III lo incluyó entre sus cuarteles denominándola «Dehesa de la Moraleja», situada en el término de Hortaleza, hoy distrito de Madrid, entonces pueblo independiente.
Hasta mediados del siglo XX La Moraleja era una finca privada propiedad de María Cubas y Erice, marquesa viuda de Aldama, constituyéndose después en una sociedad anónima NIE (Nueva Inmobiliaria Española, Sociedad Anónima) y poniendo en marcha la reordenación parcelaria de la Moraleja. Actualmente, la Moraleja tiene dos paseos que nos recuerdan a la familia, uno es el Paseo de la Marquesa Viuda de Aldama y otro en memoria de su segundo hijo, José Luis de Ussía y Cubas, primer conde de los Gaitanes y primer presidente de la sociedad recién creada.
En 1946 se desarrolló el plan de ordenación de La Moraleja como conjunto residencial de ciudad jardín sobre 589,98 hectáreas del término de Alcobendas, 5,72 de Fuencarral y 9,33 de Hortaleza, hoy Madrid. Se trata de un núcleo naturalmente preservado y distinto de su entorno, en el que más del 70% es superficie verde, cuyas valiosas características originales de bosque mediterránea tratan de conservar sus habitantes.
En años posteriores se vendieron parte de los terrenos de la finca matriz, que dieron lugar a dos urbanizaciones independientes: El Soto (de La Moraleja) y El Encinar de los Reyes.
La tipología de viviendas del conjunto de la urbanización es la unifamiliar aislada y ocho conjuntos de zonas urbanizaciones con chalés adosadas, pareadas e independientes localizados en la zona este. La ocupación máxima de la edificación es el 10% de cada parcela en las zonas centro y sur, y del 20% en la zona este. Del terreno restante solo pueden transformarse en jardín el 10% y en el resto han de respetarse las características naturales del monte. Existen dos centros comerciales con todos los servicios, incluidos supermercados.
El número de habitante es de unos 12.000. La Moraleja (1600 habitantes), El Soto (7500 habitantes) y El Encinar de los Reyes (2500 habitantes).

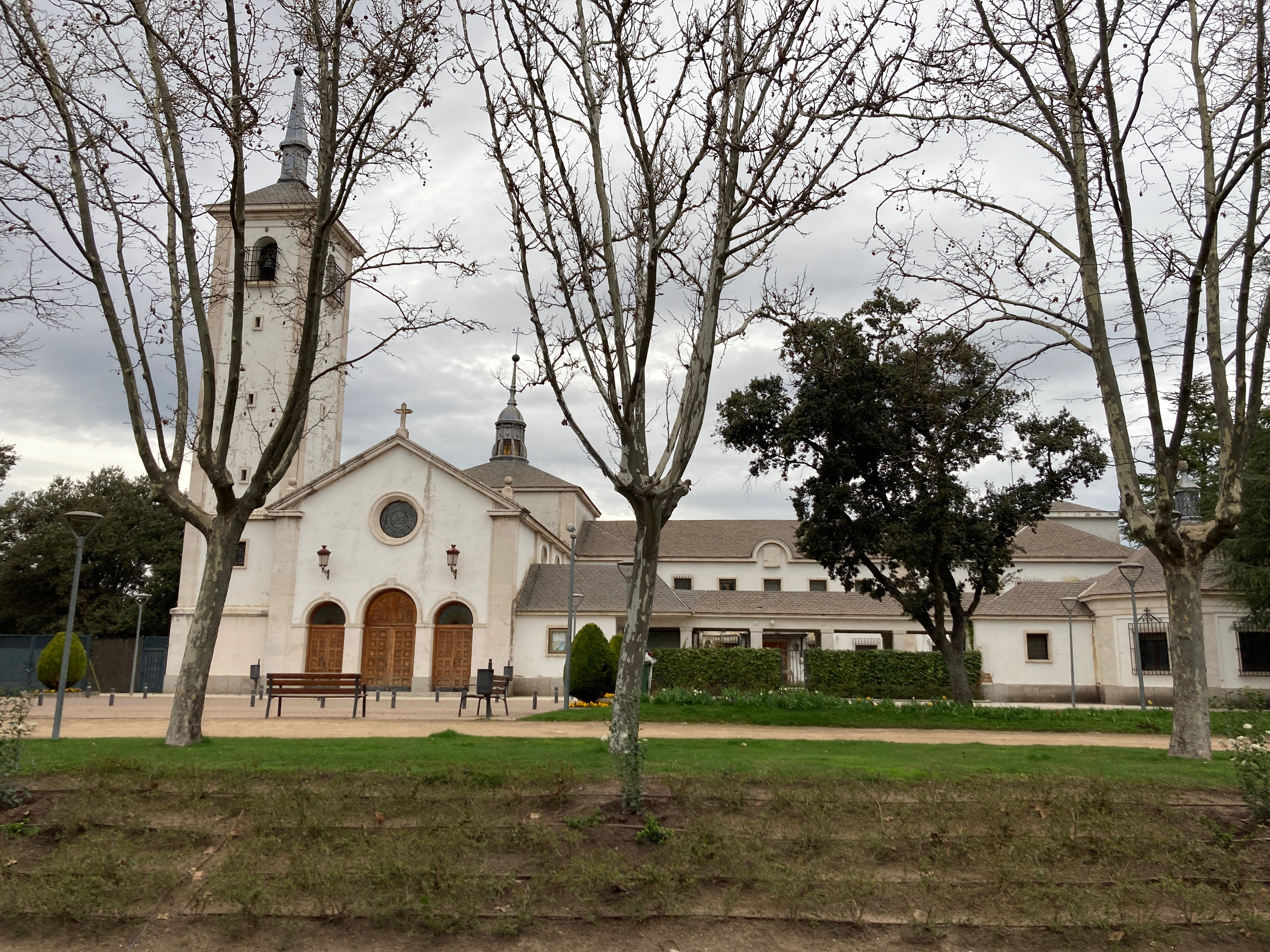
Iglesia de las Esclavas de La Moraleja, Alcobendas.

### Intento de independencia
Durante la década de 1990, La Moraleja intentó, frustradamente, separarse del municipio de Alcobendas junto a El Soto. La razón fundamental que aportaban era «la desatención total (del ayuntamiento de Alcobendas) por esta zona que no recibe una sola inversión municipal», según afirmaba Gabriel del Valle, presidente de la entonces comisión pro segregación. También llegaron a mencionar el caso de la joven Anabel Segura, secuestrada en una de las calles de la urbanización y posteriormente asesinada, para denunciar «la carencia total de vigilancia oficial municipal que convierte nuestro barrio en una zona de fácil atropello». Por último, se aportó un dato histórico: San Agustín de Guadalix y San Sebastián de los Reyes dependieron alguna vez de Alcobendas y ahora son municipios independientes.

## Servicios

### Seguridad
La urbanización de La Moraleja cuenta con cámaras de tráfico para vigilar las calles y para acabar con la excesiva velocidad que llevan los coches por la zona. Estas cámaras, que graban las matrículas de todos los coches, fueron las que grabaron al atracador El Solitario en su furgoneta Renault Kangoo y facilitaron su posterior captura por la policía. Hay tres entidades de conservación con el fin de potenciar la vigilancia de la zona. Además, la zona cuenta con su propio servicio de vigilancia 24 horas y un sistema de alarmas conectado, opcionalmente, con la Entidad de Conservación de La Moraleja.
Durante la última década se ha producido un aumento significativo de crímenes relacionados con el robo con allanamiento de morada en la urbanización, especialmente dirigidos hacia residencias de futbolistas. Dicho aumento ha llevado a sus inquilinos a comenzar peticiones de restricción y cierre de los accesos a dicha urbanización, como se puede encontrar en el caso de La Finca de Pozuelo. Actualmente el acceso a la zona residencial es libre al público.

### Centros reducativos
La Moraleja es una de las zonas con más colegios de toda España, aunque ninguno de ellos de carácter público. Los colegios que tiene son:
- Areteia (C/ Salvia, 24)
- Aldeafuente (Camino Ancho, 87)
- Aldovea (Paseo de Alcobendas, 5)
- Colegio Base International School (Camino Ancho, 10 y 12)
- École Saint-Exupéry del Liceo Francés de Madrid (Camino Ancho, 85)
- Escandinavo (Camino Ancho, 14)
- Centro IBN Gabirol (Paseo de Alcobendas, 7)
- International College of Spain (Vereda Norte, 3)
- King' s College School (Paseo de Alcobendas, 5)
- Colegio Bienaventurada Virgen María - Irlandesas El Soto (C/ Begonia, 275)
- Liceo Europeo (Camino Sur, 10-12)
- Los Sauces (Camino Ancho, 83)
- Runnymede College British International School (Calle Salvia, 30)
- San Patricio (C/ Jazmín, 148 y Paseo de Alcobendas, 9)
- Highlands (Paseo de Alcobendas, 7)
- Brains Moraleja (C/ Salvia, 48)
- St George's School (C/ Salvia, 40).

Desde hace más de doce años los vecinos cuentan con un periódico local, Tribuna de La Moraleja que se distribuye a domicilio e informa de todo el acontecer de la zona, tanto de La Moraleja, como del Encinas de los Reyes y el Soto de La Moraleja

### Clubes deportivos
- El Club de Tenis La Moraleja está situado en la calle Camino Nuevo, entre los números 80 y 92, y cuenta con 15 pistas de tenis (una central), 6 pistas de pádel, un fronton-tenis, una pista polideportiva, sauna, gimnasio, tatami, piscina, club social, chalet infantil, restaurante y bar.

- El Club Golf La Moraleja, que cuenta con tres centros: El Chalet Social en la Avda. Marquesa Viuda de Aldama 50, el Chalet Infantil, con entrada en Camino Viejo y el chalet nuevo con acceso por Camino Ancho. El club dispone de 4 campos de golf de 18 hoyos y uno de nueve pares cortos, tienda, pistas de pádel, tenis, piscinas descubiertas y una cubierta, pistas de squash, gimnasio de aerobic y musculación, saunas, rayos UVA, restaurante, bar y salones.

- La escuela de equitación Ponny Club La Moraleja situada al final de Camino Ancho. Cuenta con una superficie de 3 ha y dispone de 35 boxes con un total de 60 caballos y ponnys (entre boxes y prados). También tiene pistas de salto y de doma, un bar y una tienda.

- Club de Rugby La Moraleja/El Soto (aunque situado en El Soto), con equipos Senior Masculino y Femenino representativos de Alcobendas, equipos Juvenil, Cadete, Infantil y Alevín. Tiene más de 400 socios. Los entrenamientos se realizan en el Campo de Las Terrazas en la Calle Nardo. La Escuela de Rugby tenía lugar todos los sábados en el Parque de la Calle Azalea.

- La Moraleja Club de Fútbol, con equipos en las categorías desde sénior hasta chupetines. Con más de 600 jugadores, es un club de referencia en la zona de Alcobendas y la zona norte de Madrid. Tiene su sede de entrenamientos en el Polideportivo Antela Parada y en el José Caballero.